# Ötscherhöhlensystem
Das Ötscherhöhlensystem ist mit über 26.000 m Länge die längste und tiefste Höhle Niederösterreichs. Es besteht aus dem Geldloch und dem Taubenloch, die beide über eigene Eingänge verfügen. 1994 wurde eine Verbindung zwischen diesen beiden Höhlen entdeckt, die seither als Ötscherhöhlensystem bezeichnet werden.

## Geldloch

### Allgemeines
Das Geldloch, auch Eisloch, Goldloch, Ötschereishöhle oder Seelucken genannt, ist eine altbekannte Höhle am Fuß des Rauhen Kamms am Ötscher mit der Katasternummer 1816/6 a,b. Der Haupteingang (a, ⊙) liegt auf einer Seehöhe von 1446 m ü. A., der obere Einstieg (das sogenannte Sisyphusloch, b) auf 1663 m. Das Geldloch wurde 1963 zum Naturdenkmal ernannt. 1982 wurde die Höhle zur Besonders geschützten Höhle erklärt, somit ist das Betreten nur für wissenschaftliche Zwecke gestattet.

### Erforschungsgeschichte
Schon seit langer Zeit existieren Gerüchte, dass es in der Höhle Gold und andere Schätze gebe. Deshalb verfügte 1592 Kaiser Rudolf II. eine Expedition unter Leitung von Freiherr Reichart von Strein, an der Christoph von Schallenberg und Hanns Gasner aus der Kartause Gaming teilnahmen. Die Gerüchte von den Schätzen bewahrheiteten sich nicht; hingegen wurden Spuren früherer menschlicher Befahrungen entdeckt. 
Die nächsten überlieferten Forschungen fanden 1746 von Pfarrer A. J. Hacker und 1747 im Auftrag von Kaiser Franz I. von J. A. Nagel statt, wo bereits „geometrisch-perspektivische Grundrisse“, eine Art erster Höhlenpläne, angefertigt wurden. 
Im 19. und frühen 20. Jahrhundert fanden mehrere Befahrungen statt, in denen u. a. meteorologische Messungen durchgeführt wurden. 1923 wurde im Rahmen einer Großexpedition von Franz Mühlhofer, an der eine ganze Infanteriekompanie des österreichischen Bundesheeres teilnahm, weitere Schächte erforscht und die Höhle vermessen, wobei man auf eine Länge von 1200 m kam. 
1953 wurde die Höhle vom Landesverein für Höhlenkunde in Wien und Niederösterreich unter Hubert Trimmel mithilfe von Theodoliten 
genau vermessen, die erforschte Ganglänge betrug damals 1800 m. 1974 wurden unter Wilhelm Hartmann die Forschungen wieder aufgenommen. Durch das Überwinden von Engstellen und das Bewältigen von schwierigen Klettereien konnten weitere Höhlenteile entdeckt werden, die Ganglänge wuchs bis 1985 auf 6870 m an. Die Erforschung von weiteren Seitenteilen brachte eine Erhöhung der Ganglänge bis 1990 auf 9047 m mit sich. Im Jahre 1988 wurde ein weiterer Einstieg, das engräumige Sisyphusloch, entdeckt, der in das sogenannte Schlotmonster, ein höher gelegener Höhlenteil, führt. Eine schon länger vermutete Verbindung zum benachbarten Taubenloch wurde am 10. April 1994 entdeckt. Weitere Neulanderforschungen wie beispielsweise im Zehntausenderlabyrinth ergaben bis 2000 eine Ganglänge von 10.076 m.

### Gangverlauf
Vom Haupteingang führt ein geräumiger Gang abwärts in nordwestlicher Richtung zum beeindruckenden Eisdom, wo sich der Gang teilt. Dem linken Ast folgend gelangt man über die Breite Halle und die Wilde Halle über mehrere Abbrüche in den Trömelgang. Vom Hauptgang zweigen neben engen Seitenstrecken der Akustikschacht und viele Schlote, wie der Zwillingsschlot und das Lachmonster ab. Letzterer mündet im Sisyphusloch wieder ins Freie. Unterhalb des Hauptganges befindet sich im mittleren Abschnitt ein parallel führender Gang, der Prokrustescanyon, der mit dem Akustikschacht auf der einen Seite und über den Mardergang mit der Mittelstation des Hauptschachtes in Verbindung steht. Vom Eisdom führt der rechte Gang zur Schachtzone, wo mehrere 80 m tiefe Schächte zur Kaskadenkluft und zu den Spiegelgängen leiten. Die anschließenden Höhlenteile heißen Perlschinder, Spiegellabyrinth, Basisgang, Zehntausenderlabyrinth, Neuer Hoffnungsgang, Harnischlabyrinth, Nordgang und Tartaros; sie erstrecken sich nach Nordosten. Es handelt sich hierbei um engräumige, verästelte Kluftgänge, die bis 300 m unter dem Eingang liegen, und die höher gelegene Gangstrecken des Taubenloches unterlagern. Am Ende des Tartarosschlotes, dem tagfernsten Höhlenteil des Geldloches (rund 1 km Luftlinie vom Geldlocheingang) mündet der Verbindungsschacht vom Taubenloch ein.

## Taubenloch

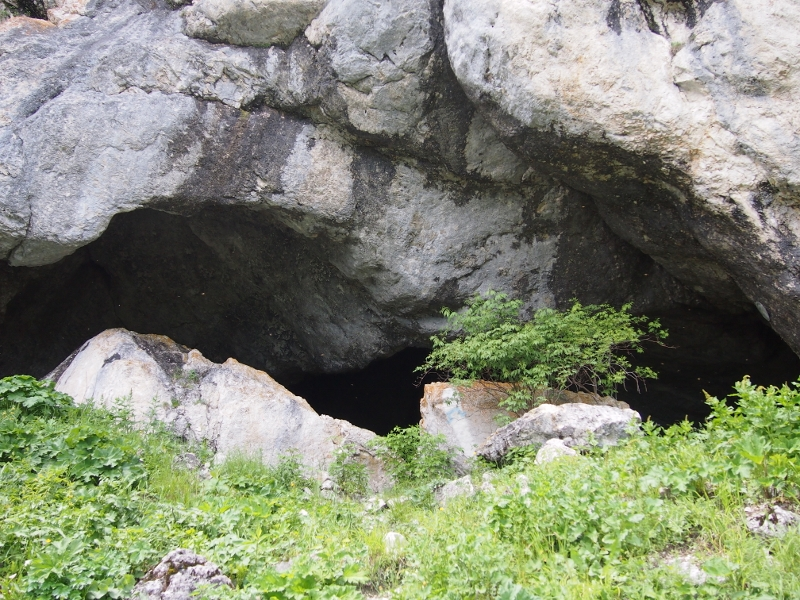
Eingang des Taubenlochs

### Allgemeines
Das Taubenloch (auch als Taubenlucken bezeichnet) mit der Katasternummer 1816/14a, b (bzw. seit der Entdeckung der Verbindung mit dem Geldloch 1816/6c, d) liegt am Rauhen Kamm auf 1492 m Seehöhe (⊙) und ist ebenfalls schon länger bekannt. Der obere Einstieg, das Schluchtloch (1816/14b = 1816/6d) liegt auf 1543 m. Das Taubenloch wurde 1966 zum Naturdenkmal ernannt. Am 22. Oktober 1982 wurde die Höhle gemeinsam mit dem Geldloch zur „Besonders geschützten Höhle“ erklärt, somit ist das Betreten nur für wissenschaftliche Zwecke gestattet.

### Erforschungsgeschichte
1747 fand neben der Befahrung des Geldloches auch eine des Taubenloches im Auftrag von Kaiser Franz I. von J. A. Nagel statt, wo bereits „geometrisch-perspektivische Grundrisse“, eine Art erster Höhlenpläne, angefertigt wurden. 1816 wurde das Taubenloch von L. Pyrker aufgesucht, der von den unausleuchtbaren Schloten fasziniert war. 1855 besuchte Adolf Schmidl das Taubenloch, wo bereits genauere Pläne vom damals bekannten Teil angefertigt wurden. Pläne aus dem Jahr 1948 nennen eine Ganglänge von 110 m, 1980 waren 219 m bekannt. 
Im September 1980 gelang es Wolfgang Fahrenberger, einem Melker Höhlenforscher, einen Schlot zu erklimmen, durch den er in die sogenannte Dreieckshalle gelangte. Infolgedessen wurde eine Forschungsfahrt der „Höhlenkundlichen Arbeitsgemeinschaft Wachau“ durchgeführt, bei der ein riesiges labyrinthartiges Netz aus Gängen und Schächten erkundet wurde. Darunter ist auch der größte Höhlenraum Niederösterreichs, der Melker Dom mit 110 m Länge, 70 m Breite und 40 m Höhe. Die Ganglänge erhöhte sich dadurch bis 1985 auf 4053 m, bis 1990 auf 4131 m. Bei erneuten Forschungsfahrten durch den „Landesverein für Höhlenkunde in Wien und Niederösterreich“ wurden mögliche Fortsetzungen erkundet. Durch die Überwindung von Schächten, Schloten und Verstürzen, gelang es, immer weitere neue Höhlenteile zu erforschen. Eine schon länger vermutete Verbindung zum benachbarten Geldloch wurde am 10. April 1994 entdeckt. Die Gesamtganglänge der Höhle wuchs bis 2000 auf 16.064 m an. 

### Gangverlauf

#### Obere Region
Nach dem großräumigen Eingangsbereich folgt ein Schlot, der sogenannte Turm, wo auch der zweite Eingang (Schluchtloch) einmündet. Weiter ins Höhleninnere gelangt man durch Erklettern der 25 m hohen Gulawand, weiter durch die Dreieckshalle und anschließenden Schachtabstieg in den o. e. Melker Dom, in dem sich hausgroße Versturzblöcke befinden. Von dort führt der Fledermausgang in die nächste Halle, den 20 m hohen Mitternachtsdom. Hier gabelt sich die Höhle in drei labyrinthische Äste. Schachtabbrüche leiten weiter in den Zentralbereich.

#### Zentralbereich
Der labyrinthische Zentralbereich erstreckt sich über mehrere Etagen. Hauptstrecken sind der Hirnlose Gang, die Steinmandlklüfte und der Schlazlose Gang, der zum Planet der Affen hinunter führt. Parallelführende Nebenstrecken erlauben ein Umgehen mancher Kletterstellen, nennenswert sind hier der Gang der Bunten Hunde, der Schlaflose Gang und die Marthakluft. Große Hallen sind die Karieshalle im Norden, der Circus Maximus und der Wasserfalldom im Nordosten. In der Nähe des Circus Maximus bildet die Düse, die ihren Namen von durchziehenden starken Winden hat, den Hauptabstieg in die tiefen und tagfernsten Höhlenteile. Eine verästelte Nebenstrecke ist der Lilienfelder Gang.

#### Tiefste und tagfernste Höhlenteile
Durch den Schlüsselschacht gelangt man ins Traumland und ins sogenannte Aquarium, ein Halbsiphon und in die dahinterliegende Aquariumhalle, ein noch nicht vollständig erforschter Höhlenteil. Sie befindet sich 480 Höhenmeter unter dem Einstiegsniveau. Durch die enge Düse kommt man in schwerer Kletterei ins schachtartige Nordland und die anschließenden Einstürzenden Neubauten, wo zwei Hauptgänge abzweigen. In nördlicher Richtung kommt man über den Aenotherostunnel in die Bewegte Halle. In südöstlicher Richtung leitet ein Gang über die 32 m hohe Alzheimerhalle und den 200 m langen horizontalen Rhinozerostunnel in die drei Rhinodöme, eine Fortsetzung endet verstürzt. Hingegen führt in eine Kluftstrecke unterhalb des Rhinozerostunnel zu einem 35 m tiefen Schachtabbruch, der die Verbindung mit dem Geldloch herstellt.

## Geologie
Der Große Ötscher wird aus Dachsteinkalken gebildet, teilweise auch dolomitischem Gestein. Die Einstiege von Geld- und Taubenloch liegen in reinem Kalk. In tieferen Schichten, insbesondere im Bereich der Hauptschächte des Geldloches sind vorwiegend Dolomite mit geringem Calcitanteil vorhanden.

## Fauna
Bei Forschungen in den beiden Höhlen konnten insgesamt Reste von über 3500 Säugetiere angetroffen werden, darunter 13 verschiedene Fledermausarten. Die häufigste Säugetierart ist das Mausohr (Myotis myotis) mit über 2400 gefundenen Skeletten. Häufig waren auch die Kleine Bartfledermaus, Große Bartfledermaus, Mopsfledermaus und das Braune Langohr anzutreffen. Weiters wurden auch Baummarder und Hermelin, sowie Gliederfüßer, Blinde Höhlenlaufkäfer (Arctaphaenops angulipennis styriacus) gefunden.

## Höhlensagen
Über beide Höhlen sind unzählige Sagen überliefert. Über das Geldloch wird berichtet, dass dort Schätze lägen, die von Böcken, Drachen, Basilisken und Schlangen bewacht werden. Angeblich wohnte die reiche Witwe Gula im Taubenloch. Weitere Sagen handeln von Seen im Ötscher und Geistern.